# اگبادرافو
اگبادرافو (به لاتین: Agbodrafo)، یک منطقهٔ مسکونی در توگو است که در منطقه ماریتیم واقع شده‌است.